# Córrego Poço Fundo
O córrego Poço Fundo é um curso d'água do estado de Minas Gerais, Brasil, localizado no distrito de São Cândido, município de Caratinga.